# Xã Charleston, Quận Kalamazoo, Michigan
Xã Charleston (tiếng Anh: Charleston Township) là một xã thuộc quận Kalamazoo, tiểu bang Michigan, Hoa Kỳ. Năm 2010, dân số của xã này là 1.975 người.